# Hollywood Hills

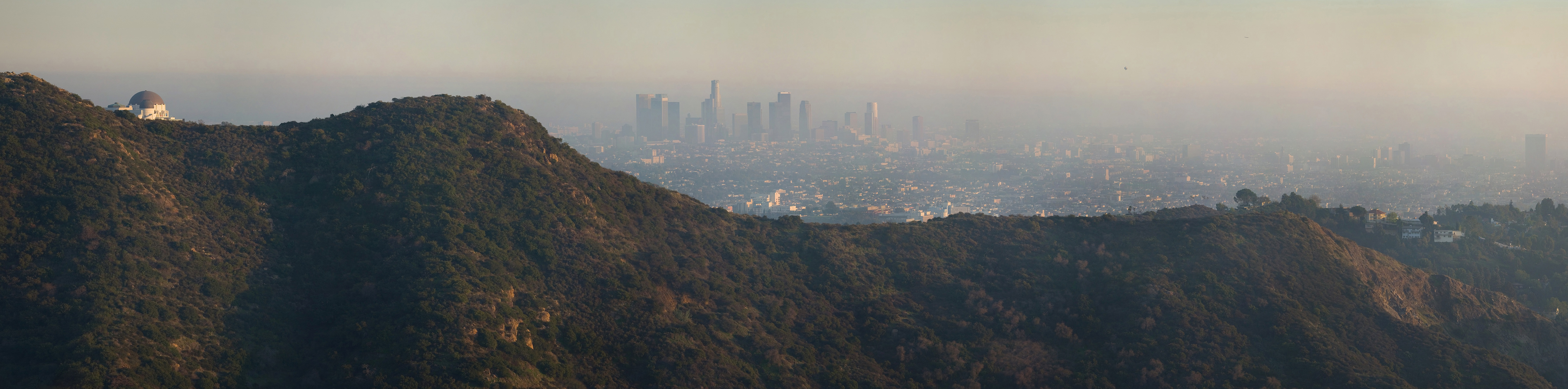

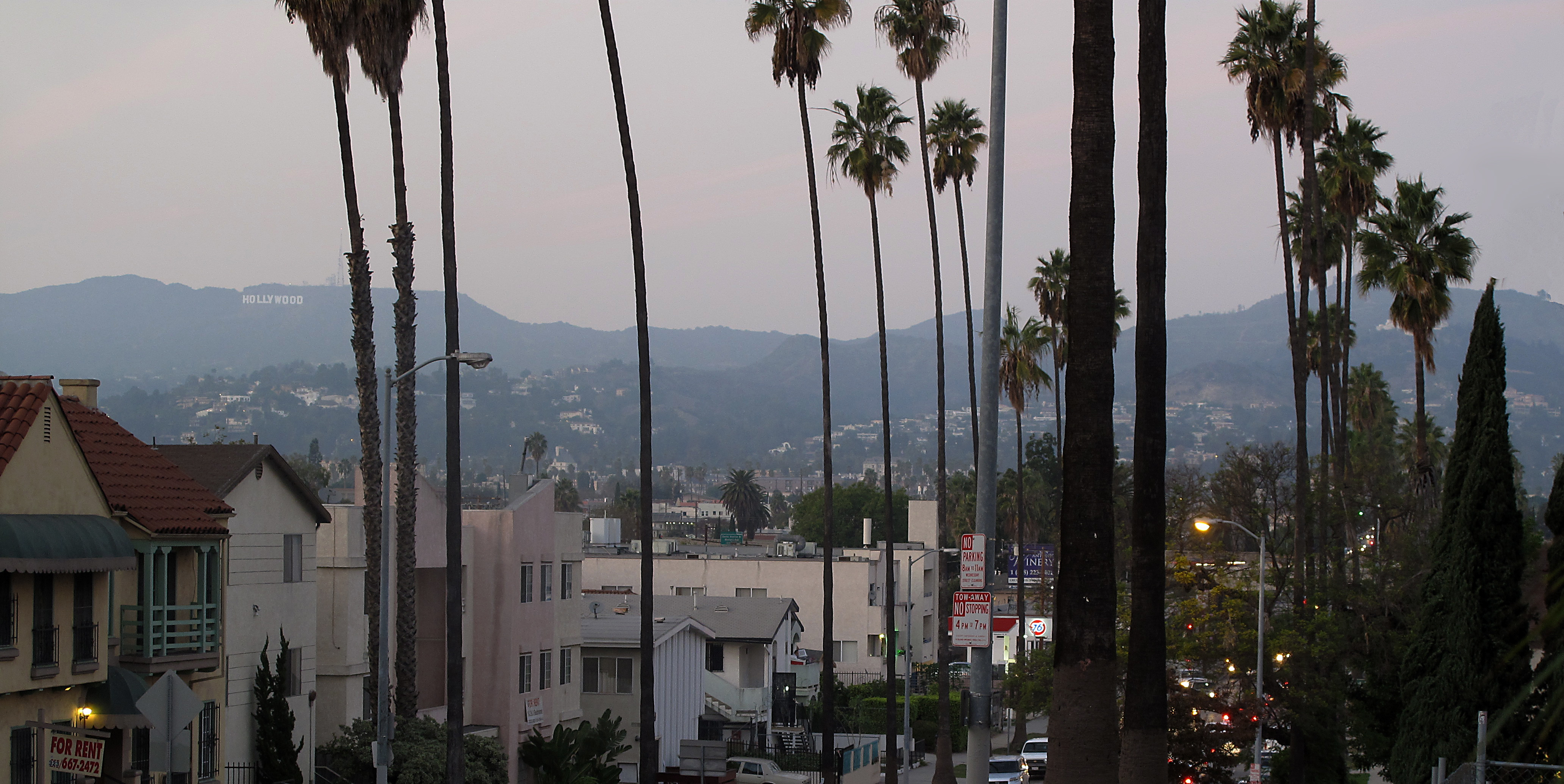

Hollywood Hills es un distrito de Los Ángeles, California, Estados Unidos. 
El área no tiene reconocimiento como distrito o vecindad por la ciudad pero si es reconocida por los angelinos y se la considera parte del distrito de Hollywood. Es así como se conoce a toda la zona que se extiende desde los distritos de Los Feliz y Beachwood Canyon hasta Woodland Hills y Bel-Air al sur de Studio City en el Valle y al norte de Hollywood. 
Se trata de un área que, en torno a Mulholland Drive y Laurel Canyon, emerge entre las colinas salpicada de coloristas. En esta región de Hollywood está el Parque Griffith, el Letrero de Hollywood, el Hollywood Bowl y el observatorio Griffith.

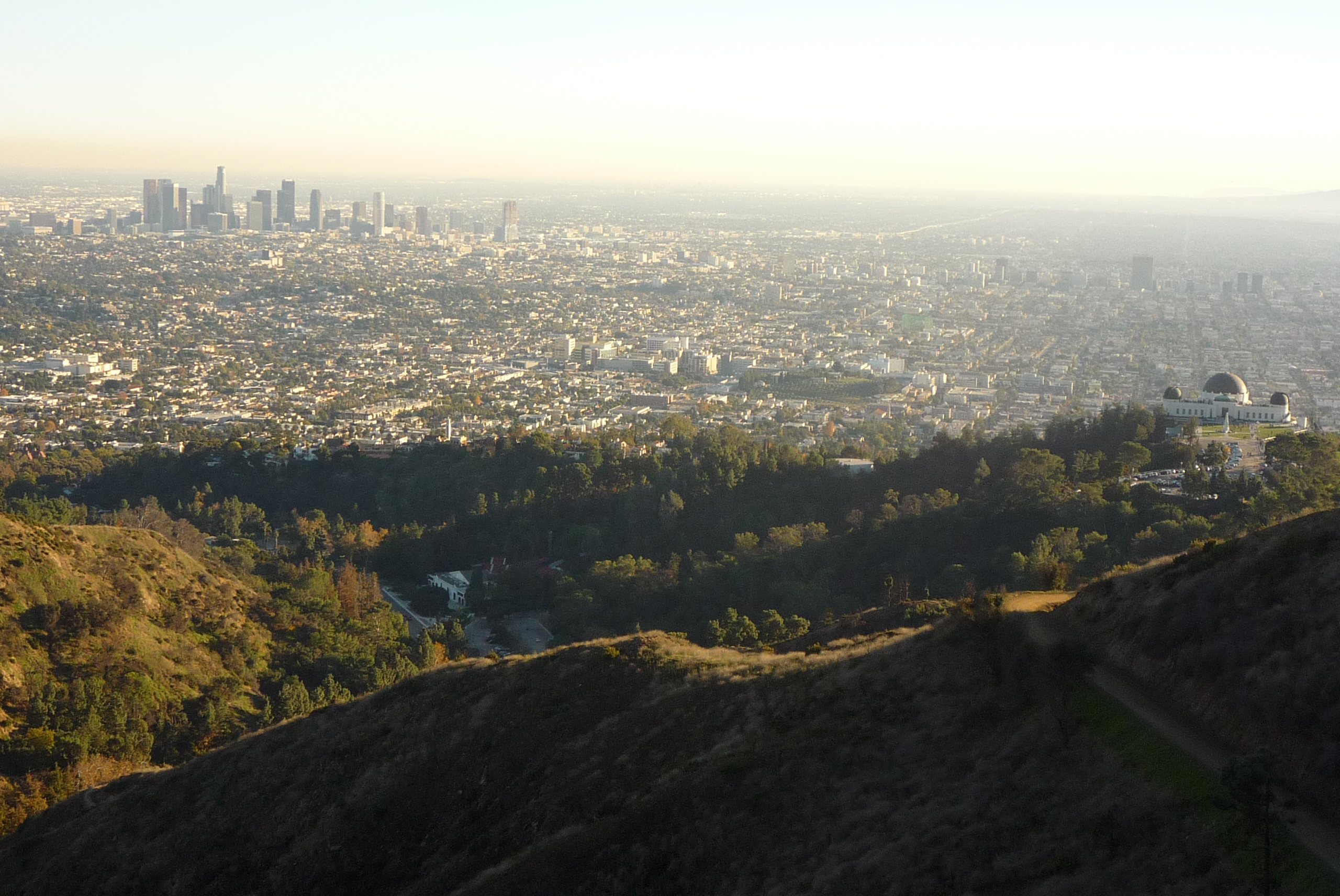
Hollywood Hills de día